# أبو مسلم الخراساني
أبو مُسلِم عبد الرحمن بن مُسَلم الخُرَاساني (بالفارسيَّة: اَبومُسْلِمِ خُراسانی) (100 هـ - 137 هـ / 718م - 754م) هو قائد عسكري عباسي من أصل فارسي، كان والياً على خُراسان حتى مقتله.
في فترة شبابه استطاع بأدبه أن يتقرب من إبراهيم الإمام إمام الدعوة العباسية الذي أعجب بذكائه وعقله فتدرَّج في الرُّتب وأرسله إلى خراسان حتى ولّاه منصب كبير دُعاة بني العباس فيها، حيث قام بنشر الدَّعوة وحرَّض بدهاء للإطاحة بالدولة الأموية، ظهر أمره بدايةً في مرو وسرعان ما استفحل شأنه بين الخُراسانيين من الفلاحين والمؤيدين والناقمين، ثم أعلن الثورة العباسية ضد الأمويين في رمضان عام 746، فحقق انتصارات عسكرية كبيرة في خراسان حتى خرجت عن سيطرة الأمويين، ورغم أنه لم يُشارك في الزحف نحو العراق، إلا أنه وبعد انتصار وتحقق الخلافة العباسية تولّى حُكم خُراسان وفاءً لعمله، كما كان الساعد المُهم للخليفة العبّاسيّ الأوّل أبو العباس السفاح، إلا أنه وبعد تولّي الخليفة الثاني أبو جعفر المنصور للخِلافة كان قد تنبَّه من خطر ونفوذ أبو مُسلم وتأثيرُه على الخُراسانيين وما يُمكن أن يقوم به، فدبّر بدهاء مؤامرة لقتله فقُتل في مجلس الخليفة المنصور في مدينة المدائن من قبل الحُرَّاس في شعبان 137 هـ أو ما يُوافِق 15 فبراير 755 م.
وقد ذكرت بعض الروايات أنه من أحفاد آخر الأكاسرة الساساني يزدجرد الثالث والذي بدوره تنبأ بعودة الحكم لأحد من ذريته، وقد كان رجلاً طموحاً فكان يوصف بأنه مُثبت أركان الخِلافة في سنواتها الأولى، كما يُوصف أحياناً بأنه المؤسس الحقيقي للدولة العبَّاسيَّة.

## خلفيته

### نسبه
قيل أن اسمه هو عبد الرحمن بن يسار الخُراساني، حسب الإمام الذهبي وقيل أنه عبد الرحمن بن شيرون بن اسفنديار حسب الخطيب البغدادي وقيل بل هو إبراهيم بن عثمان بن بشار بن سدوس بن جودزده من ذريَّة يزدجرد الثالث كان يُكنى أبا إسحاق، بحسب المؤرخ ابن الأثير.

### مولده
وُلد عبد الرحمن أو إبراهيم في مدينة أصبهان وذلك في عام 100 هـ وهو الأرجح، كان أبوه من أهل رستاق فريذين، من قرية تُدى سنجرد، ثم أخذه والده إلى الكوفة منذ كان في السابعة من عُمره، وقد أوصى بهِ أباه إلى عيسى بن موسى السرّاج، وكان أحد المؤيدين للدعوة العباسية، فعمل لديه خادماً وسراجاً.

### نشأته
كبُر عبد الرحمن أو إبراهيم وأصبح شاباً فطناً ومثقفاً، يقرأ في سير الأولين ومهتم بنبؤات المنجمين، ولعل هذا ما وضع له إلهاماً في شبابه، فقد استطاع حينما كان عمره حوالي 19 عاماً التواصل مع إمام الدعوَّة العَبَّاسيَّة إبراهيم الإمام الذي وجَد فيه الشاب المُتَعلِّم الفطِن ورأى إخلاصُهُ واهتِمامَهُ بالدِّعوة وقد كانت سريَّة آنذاك، وطلب منهُ تغيير اسمِه، لأنه لا يتمّ أمر الدَّعوة ونجاحها إلا بتغيير اسمه كما وجد في الكُتُب التي قرأها، فسمّى نفسُه عبد الرحمن بن مُسلم وبِهِ أصبح يُكنَّى أبا مُسلم.

## الدعوة العباسية

### الوضع في الكوفة
كانت الكوفة حين قدوم أبو مسلم مثل غيرها من بعض المدن الكبيرة، معقلاً للاضطرابات الاجتماعية والسياسية ضد الأسرة الأموية الحاكمة، والتي فضلت سياسة تفضيل العرب على من غيرهم حتى لو تحولوا إلى الإسلام (الموالي)، وبالتالي كان يُنظر إلى هذه السياسة على أنها تنتهك الوعود الإسلامية بالمساواة بين جميع الناس، أدت أنماط الحياة الفاخرة للخلفاء الأمويين واضطهادهم للعلويين إلى زيادة نفور المتدينين، أدى هذا إلى حشد الدعم لقضية الحكم من قبل أحد أفراد عائلة النبيّ مُحَمَّد، والذي سيحكم بصفته إماماً مهدياً أو مُهتدياً، وفقًا للقرآن والسُنَّة .وإنشاء دولة إسلامية حقيقية من شأنها أن تحقق العدالة والسلام للمجتمع المسلم بغض النظر عن عِرقِه وقوميَّتِه، وكان هذا الكلام قد جاء في نَفس عبد الرَّحمن أبو مُسلم وهو الغُلام الفارسيّ ويعتقد بضرورة تغيير الواقع.

### النشاط في خُراسان
بقي أبو مسلم في خدمة الإمام إبراهيم يستعمله في حمل رسائله إلى أنصاره في خراسان والكوفة حتى سنة128هـ / 745 م، وحينما اختمرت الدعوة نتيجة عمل نقباء الدعوة، ضعف أمر السلطة الأموية في خراسان حيث طلب النقباء فيها من الإمام إبراهيم إرسال من ينوب عنه من أهل البيت ليمثله في خراسان، فأرسل أبا مسلم بعد أن أخفق في إقناع عدد من الرجال الذين لهم باع وتاريخ في الدعوة مثل سليمان بن كثير الخزاعي وقحطبة بن شبيب الطائي، وإبراهيم بن سلمة.
كان أبو مسلم من جهة أخرى، على علم ومعرفة بأحوال خراسان إذ زارها عدة مرات قبل ذلك، كما أنها دياره، وحينما أرسله إبراهيم الإمام هذه المرّة قال له: «أنت رجل منا أهل البيت»، تلك العبارة التي تدل على ثقته التامة به؛ والتي رفعت كثيراً من منزلته بين شخصيات خراسان العربية، وهي تُذكِّر بموقف النّبيُّ مُحَمَّد من الصَّحابيّ سلمان الفارسي الذي عدَّهُ من أهل بيته.

## بداية الثورة في خُراسان
توجه أبو مُسلم بناءً على أمر إبراهيم الإمام نحو خُراسان لينشر الدَّعوة ويظهرها ويستميل أهلها وقد وصل في شهر رمضان عام 746 فبعث دُعاتُه على خُراسان ونواحيها بينما كان واليها الأموي نصر بن سيار الكناني مشغولاً بقتال الكرماني وشيبان بن سلمة الحروري، فظهرت الدَّعوة العبَّاسيَّة وقصد الناس أبو مُسلم من كُل جانب في الولاية، حتى قيل أنه زاره أهالي ستين قرية، وقد استطاع خلال 42 يوماً من السيطرة على عدد من المناطق الخُراسانية.

وقد استلم أبو مسلم اللواء والرمح الذي بعثهما إليه إبراهيم الإمام وقد لبسوا بناءً على الأوامر السَّواد وصار شعارهم فتكاثر جيشُه وتعاظم شأنه فقد لتف حوله الفُرس والموالي لاعتقادهم أنه من أحفاد آخر ملوك فارس، واقتربوا منه فأعجبوا بشخصيته وتبعوه رغم حداثة سنه. وكان حينها القيسية واليمانية العرب المستقرين في خراسان في خِلاف ومُحاربة فلما رأوا التفاف العجم حول أبي مسلم اتفقوا عليه لضرب دعوته في مهدها، وقد كادوا يفلحون لولا أن ضربهم أبو مسلم ببعضهم البعض مستخدماً دهاؤه وحنكته.
وقد تحدث الوالي نصر بن سيار الكناني بقصيدة مشهورة مستنجداً ومنذراً بالخليفة الأموي الأخير مروان بن محمد والولاة المُجاورين لينقذ البلاد من شرِّ قادم لا يُمكن تحمُّلُه وأنه سوف ينهي هذه المرَّة حكم بني أُميَّة لو لم يُرسل إليه الخليفة الجند والعدَّة والعِتاد اللازمين ويقول:
أرى تحت الرماد وميض جمرويوشك أن يكون له ضرام
فإنّ النار بالعودين تذكىوإن الحرب مبدؤُهُ كلام
فإن لم يطفئوها تجن حربامشمّرة يشيب لها الغلام
وقلت من التعجب ليت شعريأأيقاظٌ أميّة أم نيام
فإن يقظت فذاك بقاء ملكوإن رقدت فأنى لا ألام
فإن يك اصبحوا وثووا نيامافقل قوموا فقد حان القيام
فغرّى عن رحالك ثم قوليعلى الإسلام والعرب السلام

## الصعود والسيطرة على خراسان
لم يكن موقف سليمان الخزاعي من أبي مسلم ودياً في بادئ الأمر؛ لأنه عندما طلب من إبراهيم الإمام ممثلاً له من «أهل البيت» أي من الهاشميين ـ خاصة العباسيين ـ لم يكن يتخيل أنه سيرسل له مولى له؛ ليمثّله في خراسان، ولكن موقف أبي مسلم كان مرناً، ويدل على ذكاء حيث تقرّب من سليمان، وأعلمه بأن الإمام أوصاه بألا يعصي له أمراً، وأنه أطوع له من يمينه، ولم يكن شيعة العباسيين في قرى خراسان ومدنها يطيعون إلا سليمان الخزاعي «صاحبهم والمنظور إليه منهم»؛ ولذلك كتب إليهم سليمان يخبرهم بأمر إبراهيم الإمام وإرساله أبا مسلم الخراساني ممثلاً عنه.
اتفق أمر النقباء في الاجتماع الذي عقدوه للنظر في أمر المكان الملائم لإعلان الثورة، أن مرو أصلح مكان لإعلانها، وأُرسِل الدعاة؛ ليخبروا الشيعة بالالتقاء والتجمع في مرو في الوقت المحدد، وكان يوم عيد الفطر سنة 129هـ. فلما سمع نصر بن سيار والي خراسان بنبأ تجمع الشيعة في مرو وضواحيها؛ قرر أن يكمن لهم، ويلتقطهم جماعة جماعة، ويقضي عليهم، ولكن سليمان الخزاعي وأبا منصور كامل بن المظفر علما بالأمر، وأشارا على أبي مسلم بضرورة التجمع وإعلان الظهور قبل الموعد المحدد، وإلا «تشتت الشيعة، وفشلت الحركة»، فأعلنها أبو مسلم، ولمّا يبق من رمضان إلا خمسة أيام، وعسكر في مكان حصين تابع لسليمان الخزاعي الذي أصبح نقطة تجمع أنصار الدعوة لآل البيت، وحين فشا خبر أبي مسلم أقبلت الشيعة من كل جانب إلى مرو، وكثر جمعهم، وسودوا ثيابهم، ونصبوا أعلامهم، ونشروا راياتهم، فصلى بهم سليمان بن كثير الخزاعي يوم العيد، وهي أول جماعة كانت لأهل الدعوة.
نجح أبو مسلم في وقت قصير في أن يسيطر على زمام الموقف في خراسان، وأن يهزم نصر بن سيار، وأن يستولي على مدينة مرو قاعدة خراسان سنة 131هـ، واضطر نصر بن سيار إلى الانسحاب تتبعه الجيوش العباسية، ولكنه مات في الطريق في قرية ساوة بنواحي الري ربيع الأول 131هـ/تشرين الأول 748م.
وفي حين كان أبو مسلم يقوم بإتمام السيطرة على خراسان، واصلت الجيوش زحفها نحو العراق بقيادة قحطبة بن شبيب، واضطر عامل العراق يزيد بن هبيرة إلى الانسحاب والتقهقر نحو مدينة واسط جنوبي العراق والتحصن بها، وفي ربيع الأول سنة 132هـ بويع أبو العباس السفاح بالخلافة في الكوفة، وهُزم الخليفة الأموي مروان بن محمد في موقعة الزاب، ثم قتل في أواخر سنة 132هـ، وزالت الدولة الأموية، ولم يبق للأمويين من مدافع سوى يزيد بن هبيرة الفزاري، فلما قُتل مروان رأى أن لا فائدة من المقاومة، فاتفق مع أبي جعفر المنصور على التسليم مقابل التأمين على حياته.
توطّدت سلطة أبي مسلم الخراساني بعد قضائه على منافسيه من رجال العرب الذين كانوا يطمحون في نيل ولاية خراسان، كما أنه خرج منتصراً بعد سحقه كثيراً من الانتفاضات التي قادها إما دعاة عباسيون انقلبوا على الثورة أو أنصار العلويين. وأصبح أبو مسلم زعيم خراسان غير المنافس، وازدادت سلطته اتساعاً، ولم يستطع الخليفة أبو العباس عمل شيء تجاه ازدياد نفوذ أبي مسلم في الجناح الشرقي من الدولة، وبذلك بدأت بوادر التصادم في السلطة تظهر، وتتبلور تدريجياً، ولكي يتعرف الخليفة أبو العباس من قرب على نفوذ أبي مسلم ونواياه أرسل أخاه أبا جعفر إلى خراسان، والظاهر أن هذه الزيارة زادت في شكوك أبي جعفر بنوايا أبي مسلم الذي قتل سليمان بن كثير الخزاعي نقيب النقباء دون أخذ رأي أبي جعفر كما أنه لم يبد الاحترام المطلوب لأبي جعفر أخي الخليفة، حيث كان يستأذن مثلاً قبل دخوله مجلس أبي مسلم كما يروي الطبري؛ ولذلك كان رأي أبي جعفر في أبي مسلم قوله للخليفة: «لستَ خليفة ولا أمرك بشيء؛ إن تركت أبا مسلم ولم تقتله»، ولكن الخليفة رفض أن يتعرض له بسوء خوفاً من المتاعب التي قد تنجم عن قتله ولاسيما أن الدولة لازالت بحاجة إلى جهود أبي مسلم وإلى جنوده الخراسانيين الذين كانوا في ذلك الوقت دعامة الدولة العباسية.
إن حقد أبي جعفر المنصور على أبي مسلم لم يمنعه بعد أن تولى الخلافة من الاستعانة به في القضاء على عمه عبد الله بن علي الذي خرج عن طاعته، وبايع لنفسه بالخلافة في مدينة حرّان بالجزيرة.
دامت الحرب بين أبي مسلم وعبد الله بن علي نحو ستة أشهر، تمكّن فيها أبو مسلم من الانتصار على خصمه سنة 137هـ، وازداد اعتداد أبي مسلم بنفسه بعد انتصاره على عبد الله حتى إنه كان كما يروي الطبري: «يأتيه الكتاب من أمير المؤمنين، فيقرأه، ثم يلوي شدقه على سبيل السخرية منه». أما المنصور فإنه أراد أن يُشعر أبا مسلم بأنه أحد عماله؛ فأرسل إليه رسولاً ليحصي الغنائم التي غنمها في الحرب مع عمه عبد الله، فأثار هذا غضب أبي مسلم، وقال: «أؤتمن على الأرواح، ولا أؤتمن على الأموال؟» ثم خرج من الجزيرة غاضباً متجهاً إلى خراسان. ويبدو أنه كان عازماً على الخلاف والعصيان بدليل أنه لم يمر على الخليفة بالعراق لاستئذانه في العودة كما جَرت العادة بذلك.

## مقتله

### الخلفية
ومع قيام الدولة العباسية ارتفعت مكانة أبو مسلم وكان محبوباً من أتباعه ومعظماً بينهم فخشي منه الخليفة أبو جعفر المنصور و كان في إحدى أيام خلافة أبي العباس السفاح دخل أبو مسلم على أبي العباس وعنده المنصور فسلم على أبي العباس فقط وقال له السفاح : يا أبا مسلم هذا أبو جعفر ! ، فقال له : يا أمير المؤمنين هذا موضع لا يقضى فيه الا حقك . فهذا كان سبب كره المنصور له وايضا قتله لسليمان ابن كثير ومحاولة تأسيس دولة فارسية فاحتال لقتله بعد أن أمنه وقال لأهل خراسان عند ثورتهم لموت أبي مسلم قولته المشهورة: "أيها الناس لا تخرجوا من أنس الطاعة إلى وحشة المعصية ولا تسروا غش الأئمة"

### يوم الحادثة
لما مات أبو العباس السفاح في ذي الحجة سنة 136هـ خلفه أخاه أبو جعفر المنصور فرأى المنصور من أبي مسلم ما أخافه أن يطمع بالمُلك، فقد تعاظم شأنه وأصبح الجيش الذي ينتمي للخراسانيين يُطيعه ويُحبه، فاستشار بعض أصحابه فأشاروا عليه بقتله، فقد يستقل بخراسان أو يفعل مالا يُطاق مع نفوذه، فدبَّر له الخليفة المنصور مكيدة حتى استدعاه بروْمة المدائن سنة 137هـ داخل القصر، ورغم أن أبو مسلم كان لا يريد الحضور واللقاء بالخليفة، إلا أن أصحاب الخليفة (وكانوا أصحاب أبي مسلم أيضاً) قد أشاروا عليه بالسمع والطاعة لأبو جعفر المنصور وأن يحضر إليه ويتفقان.
ويروي علي بن محمد المدائني أن أبا جعفر المنصور دعا عثمان بن نهيك وأربعةً من الحرس، فقال لهم: إذا ضربت بيدي إحداهما على الأخرى، فاضربوا عدو الله، فدخل عليه أبو مسلم، فقال له: أخبرني عن نصلين أصبتهما في متاع عبد الله بن علي، قال: هذا أحدهما الذي علي، قال: أرنيه فانتضاه، فناوله، فهزه أبو جعفر، ثم وضعه تحت فراشه، وأقبل عليه يعاتبه، فقال: أخبرني عن كتابك إلى أبي العباس تنهاه عن الموات، أردت أن تعلمنا الدين ! قال: ظننت أخذه لا يحل، فكتب إلي، فلما أتاني كتابه علمت أن أمير المؤمنين وأهل بيته معدن العلم، قال: فأخبرني عن تقدمك إياي في الطريق ؟ قال: كرهت اجتماعنا على الماء فيضر ذلك بالناس، فتقدمتك التماس الرفق، قال: فقولك حين أتاك الخبر بموت أبي العباس لمن أشار عليك أن تنصرف إلي: نقدم فنرى من رأينا، ومضيت فلا أنت اقمت حتى الحقك ولا أنت رجعت إلي ! قال: منعني من ذلك ما اخبرتك من طلب الرفق بالناس، وقلت: نقدم الكوفة فليس عليه مني خلاف، قال:
فجارية عبد الله بن علي أردت أن تتخذها ؟ قال: لا، ولكني خفت ان تضيع، فحملتها في قبة، ووكلت بها من يحفظها، قال: فمراغمتك وخروجك إلى خراسان ؟ قال: خفت أن يكون قد دخلك مني شيء، فقلت: آتي خراسان، فأكتب إليك بعذري، وإلى ذلك ما قد ذهب ما في نفسك علي، قال: تالله ما رأيت كاليوم قط، والله ما زدتني إلا غضباً، وضرب بيده، فخرجوا عليه، فضربه عثمان وأصحابه حتى قتلوه ودُفِنت جُثَّته في نهر دجلة.

### بعد الحادثة
وقد ثار لمقتلهِ جماعة خُراسانيَّة بزعامة (سُنباذ المَجوُسيّ) سنة 137هـ / 755 م وأرسل إليه الخليفة أبو جَعفَر المَنصور جيشاً بقيادة جَمْهُور بن مرار اَلعَجليّ. ورغم أن أبا مسلم الخرساني عاش 37 سنة، إلا أنه بلغ بها منزلة عظماء العالم في ذلك الوقت من تأثيره حتى قال فيه الخليفة اَلعبَّاسيّ السَّابع المأمون وخاصةً أن أخواله من الفُرس: أجلّ ملوك الأرض ثلاثة وهم الذين قاموا بنقل الدولة وتحويلها، الإسكندر الأكبر وأردشير الأول وأبو مسلم الخرساني.

## وصفه
ذكره القاضي شمس الدين بن خلكان فقال: كان قصيرا، أسمر، جميلا، حلوا، نقي البشرة، أحور العين، عريض الجبهة، حسن اللحية، طويل الشعر، طويل الظهر، خافض الصوت، فصيحا بالعربية وبالفارسية، حلو المنطق، وكان راوية للشعر، عارفا بالأمور، لم ير ضاحكا، ولا مازحا إلا في وقته، وكان لا يكاد يقطب في شيء من أحواله.
تأتيه الفتوحات العظام، فلا يظهر عليه أثر السرور، وتنزل به الفادحة الشديدة، فلا يرى مكتئبا . وكان إذا غضب لم يستفزه الغضب . . . إلى أن قال: وكان لا يأتي النساء في العام إلا مرة -يشير إلى شرف نفسه، وتشاغلها بأعباء الملك.
يشبهه بعض المؤرخين بـ الحجاج بن يوسف الثقفي في كثرة القتل وسفك الدماء ففي حروبه ومعاركه أفنى خلقاً كثيراً وكان يأخذ الناس بالظنة وأجرى مذهب القتل فيمن خالف سلطانه ولم يكن له صاحب أو مؤتمن كما كان لا يضحك ولا تبدو في وجهه علامات السرور.